# گری اس گرست
 گری اس گرست (انگلیسی: Gary S. Grest؛) یک فیزیک‌دان اهل ایالات متحده آمریکا است.